# ブルック・ブリッジス (初代フィッツウォルター男爵)

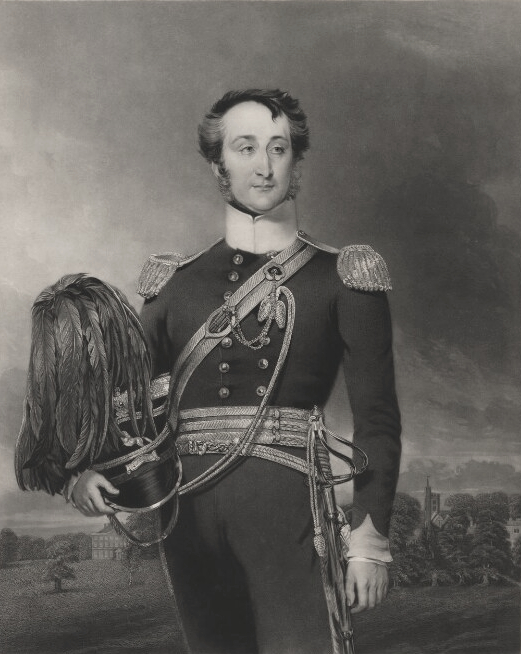
初代フィッツウォルター男爵、1842年。

初代フィッツウォルター男爵ブルック・ウィリアム・ブリッジス（英語: Brook William Bridges, 1st Baron FitzWalter、1801年6月2日 - 1875年12月6日）は、イギリスの政治家、貴族。保守党に属し、1850年代から1860年代にかけて庶民院議員を務めた。

## 生涯
第4代準男爵サー・ブルック・ウィリアム・ブリッジスと1人目の妻イリナ（Eleanor、1806年1月29日没、銀行家ジョン・フットの娘）の長男として、1801年6月2日にケント州グッドネストン・パークで生まれた。1814年よりウィンチェスター・カレッジで教育を受けた後、1819年2月13日にオックスフォード大学オリオル・カレッジに入学、1822年にB.A.、1827年にM.A.の学位を修得した。1829年4月21日に父が死去すると、準男爵位を継承した。
1841年に停止状態のフィッツウォルター男爵（イングランド貴族）への継承権を主張したが、貴族院に認められなかった。系譜学者ジョージ・エドワード・コケインは『完全準男爵要覧』（The Complete Baronetage）でフィッツウォルター男爵位が停止状態になったのが1756年とほかの爵位より短く、ブリッジスが自身を単独継承者であると証明することは難しくなかったと判断した。それでも認められなかったのは、単にブリッジスが保守党に属したためであり、同時期に停止状態が解消されたカモイズ男爵、ブレイ男爵、ボーモント男爵、ヘースティングズ男爵はいずれも数世紀にわたって停止しており、すべて爵位保有者がホイッグ党所属だったという。
1852年2月、保守党候補としてイースト・ケント選挙区の補欠選挙に出馬して、2,480票対2,289票で当選したが、同年7月の総選挙では2,356票（得票数3位）で落選した。1857年イギリス総選挙で再び出馬して、2,379票（得票数1位）を得て当選、以降1859年イギリス総選挙において無投票、1865年イギリス総選挙において3,208票（得票数1位）で再選した。
1868年4月17日、連合王国貴族であるエセックス州ウッダム・ウォルターのフィッツウォルター男爵に叙された。
1875年12月6日、グッドネストン・パークで死去した。妻との間に男子がおらず、フィッツウォルター男爵位は廃絶、準男爵位は弟ブルック・ジョージ・ブリッジスが継承した。

## 家族
1834年7月4日、ファニー・ケージ（Fanny Cage、1793年ごろ – 1874年10月28日、ルイス・ケージの娘）と結婚したが、2人の間に子供はいなかった。ファニーの同名の母はブリッジスの伯母であり、この結婚はいとこ婚である。